# Synagoga Główna w Winnicy
Synagoga Główna w Winnicy, zwana również synagogą Lifszyca (ros. Главная синагога, Синагога Лифшица') – żydowska bóżnica znajdująca się w Winnicy przy ul. Sobornej 62.
Została zbudowana w 1897 roku ze środków winnickiego kupca Lifszyca. Do wybuchu rewolucji październikowej była główną synagogą Winnicy. Nabożeństwa odbywały się tu do lat 30. XX wieku, gdy budynek został zamknięty i przekształcony w klub im. Józefa Stalina. Podczas II wojny światowej gromadzono tu odzież skonfiskowaną żydowskim winniczanom.
Po 1945 roku w gmachu mieściła się filharmonia. Budynek bóżnicy został zwrócony gminie żydowskiej w 1992 roku, po czym przeszedł gruntowny remont staraniem rabina Lejbla Surkisa i Izaaka Nowosieleckiego ze środków JDC.
W nocy z 18 na 19 maja 2005 roku na ścianach synagogi pojawiły się swastyki i antysemickie napisy - był to pierwszy taki przypadek w kilkunastoletniej historii gminy po 1991 roku.